# Lukáš Hurt
Lukáš Hurt (* 4. června 1984 Ústí nad Orlicí) je český překladatel, editor a vydavatel, původním vzděláním historik a anglista. Již přes deset let se věnuje problematice konopí se zaměřením na lidská práva a léčebné i další využití.

## Život
Vyrůstal v České Třebové, kde v roce 2003 složil maturitní zkoušku na místním osmiletém gymnáziu. Odtud pokračoval studiem dvou oborů na Katedře historie a Katedře anglistiky a amerikanistiky na Filozofické fakultě Univerzity Palackého v Olomouci. V roce 2008 získal v obou oborech bakalářský titul a v roce 2013 titul magisterský v oboru Anglická filologie.
Mezi lety 2006 a 2011 žil a pracoval na různých pozicích v rodinném hotelu na západním pobřeží Irska, kde se začal intenzivně věnovat tzv. hill walkingu a fotografování. Na přelomu let 2009–2010 procestoval oba ostrovy Nového Zélandu a zápisky z okružní cesty spolu s fotografiemi vydal jako cestopis pro přátele.

### Překladatelská a organizátorská činnost
Po trvalém návratu do České republiky v roce 2012 se začal věnovat překladatelské a editorské činnosti pro nakladatelství Argo a magazíny Bylinky revue a Legalizace. S postupem času se překladatelské zakázky začaly ve stále rostoucí míře týkat tématu konopí, mezi stálými klienty přibyli organizátoři veletrhů (například Cannafest) či konferencí (Konopí a věda, EuroAmCBC), pacientské spolky (KOPAC), lékaři i akademické instituce jako Mendelova univerzita, Univerzita Palackého nebo Fakultní nemocnice u sv. Anny v Brně.
V roce 2016 působil v rámci pilotního projektu jako středoevropský korespondent největšího světového konopného webu – Leafly. Kromě toho je autorem i překladatelem řady publikací a brožur, v letech 2014 až 2018 zastřešoval veškeré překlady v rámci největšího konopného veletrhu na světě, pražského Cannafestu, a v roce 2018 byl i organizačním manažerem konference EuroAmCBC na pražském Žofíně.

### Magazín Konopí
V roce 2018 se stal šéfredaktorem magazínu Konopí, který začal vydávat spolu s Bobem Hýskem a Robertem Veverkou. Jedná se o dvouměsíčník zaměřený na informování veřejnosti o léčebném konopí, konopných léčivech a možnostech dalšího využití. Obsah tvoří ponejvíce texty a rozhovory určené jak lékařům a dalším pracovníkům ve zdravotnictví, tak především pacientům, kteří se k péči o své zdraví rozhodnou využít konopné přípravky. Magazín byl založen jako první médium v České republice zaměřené na téma léčby konopím.
Za dobu existence magazínu měl Lukáš tu čest vyzpovídat v obsáhlých rozhovorech řadu českých i světových kapacit v oboru konopí, mezi které patří například v Izraeli působící chemik Lumír Hanuš, národní protidrogový koordinátor Jindřich Vobořil, předseda České pirátské strany a vicepremiér ve vládě Petra Fialy Ivan Bartoš, onkolog Ondřej Sláma, neuroložka Marta Vachová, farmakolog a veterinář Leoš Landa, výzkumník a ředitel Cannabis Research Center v Brně Václav Trojan, ústavní farmaceutka Veronika Prokešová, světoznámý šlechtitel a pěstitel Scott Blakey, bývalý zaměstnanec ministerstva zdravotnictví Petr Polanský, agronomka Marie Bjelková a další.

### Český konopný klastr CzecHemp
V březnu 2023 nastoupil na pozici manažera oborového klastru CzecHemp. Český konopný klastr vznikl v roce 2018 a od svého vzniku sdružuje soukromé konopné společnosti, výzkumné ústavy, vzdělávací instituce a zástupce státních úřadů s cílem rozvíjet konopný sektor jak v České republice, tak v celé Evropě. Náplní práce manažera je komunikace s veřejností i členy klastru, zajišťování základního chodu a participace na mezinárodních projektech, mediální výstupy, organizace vzdělávacích akcí a konferencí atd.

### Šachy
Od roku 2019 organizuje každoroční šachový turnaj O pohár Maxe Švabinského. Jako mládežnický hráč skončil v roce 1999 třetí na mistrovství Čech v kategorii H16 a ve 14 letech získal titul kandidát mistra. Mezi dospělými byl dlouhé roky platnou posilou v druholigovém Ústí nad Orlicí a se svým domovským týmem České Třebové dokázal v roce 2009 poprvé v historii města postoupit do II. ligy. V letech 2000–2004 a 2018–2020 působil jako trenér mládeže.